# Pinillos, La Rioja
Pinillos, La Rioja tỉnh và cộng đồng tự trị La Rioja, phía bắc Tây Ban Nha. Đô thị này có diện tích là 11,89 ki-lô-mét vuông, dân số năm 2009 là 16 người với mật độ 1,35 người/km². Đô thị này có cự ly 41 km so với Logroño.